# Thorns (album)
Pour le groupe, voir Thorns.
 (mai 2024).
Si vous disposez d'ouvrages ou d'articles de référence ou si vous connaissez des sites web de qualité traitant du thème abordé ici, merci de compléter l'article en donnant les références utiles à sa vérifiabilité et en les liant à la section « Notes et références ».
Thorns est le premier album du groupe du même nom, Thorns. Il a été réalisé en 2001 par Moonfog.

## Titres
- 1. Existence
- 2. World Playground Deceit
- 3. Shifting Channels
- 4. Stellar Master Elite
- 5 .Underneath the Universe Part 1
- 6. Underneath the Universe Part 2
- 7. Interface to God
- 8. Vortex